# Samkowa hora (Lwiw)
Die Samkowa hora (ukrainisch Замкова гора, polnisch Wysoki Zamek; deutsch Schlossberg, Hohes Schloss, Sandberg, Franz-Josephs-Berg) ist eine Erhebung in der Ukraine. Der künstlich aufgeschüttete Gipfel ist mit einer Höhe von 413 m der höchste Punkt der Stadt Lwiw (Lemberg).
Der Berg liegt im Norden des Stadtzentrums und gehört zur Podolischen Platte. Die geomorphologische Einteilung Polens von Jerzy Kondracki ordnet den Berg der „Makroregion“ Roztocze (343.2) zu, die sich von Kraśnik bis Lwiw erstreckt. Die Region ist Teil des Lublin-Lemberger Hochlands (343).

## Geschichte

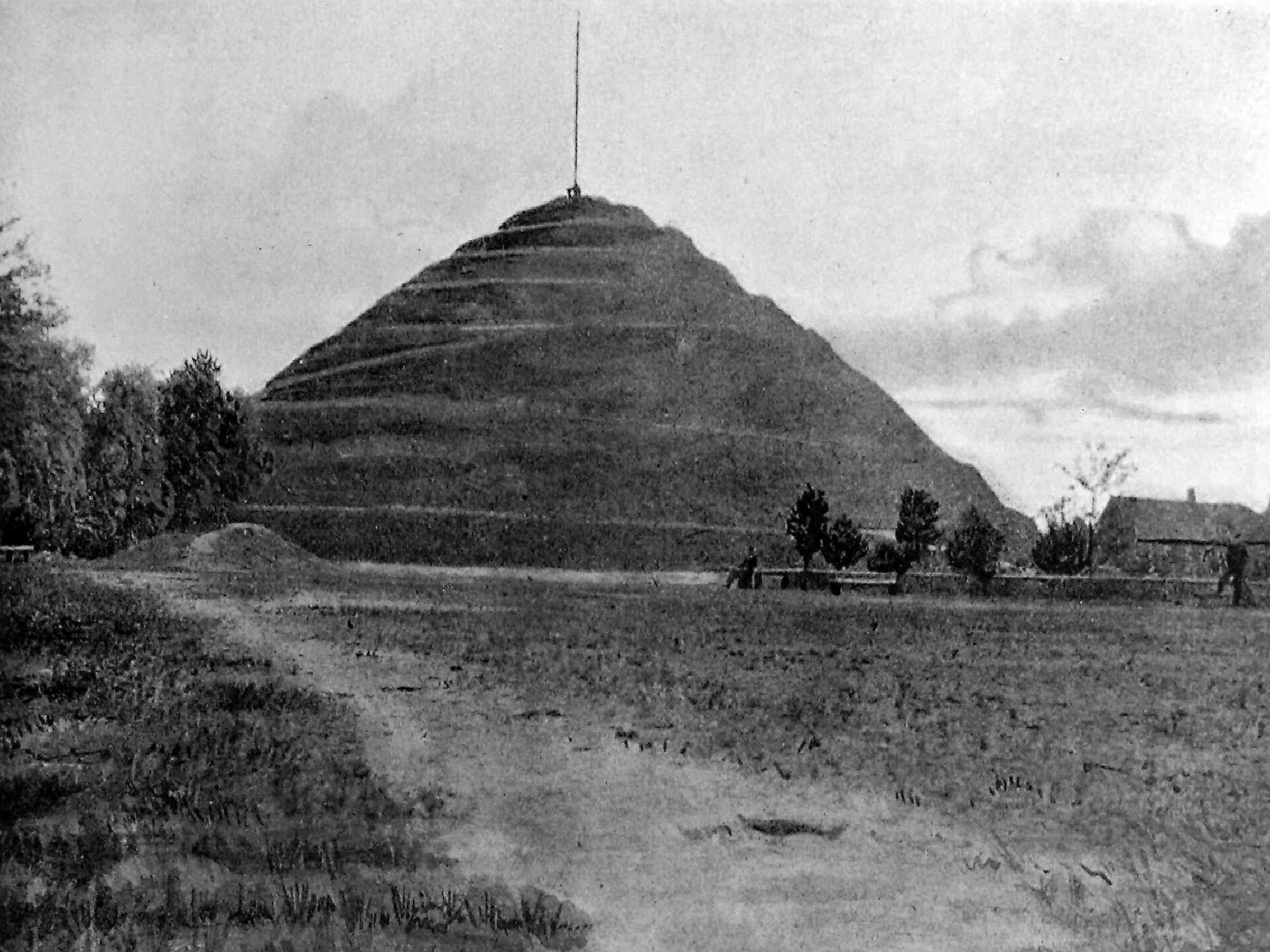
Gedächtnishügel an die Union von Lublin (Ansicht von Westen, 1904)

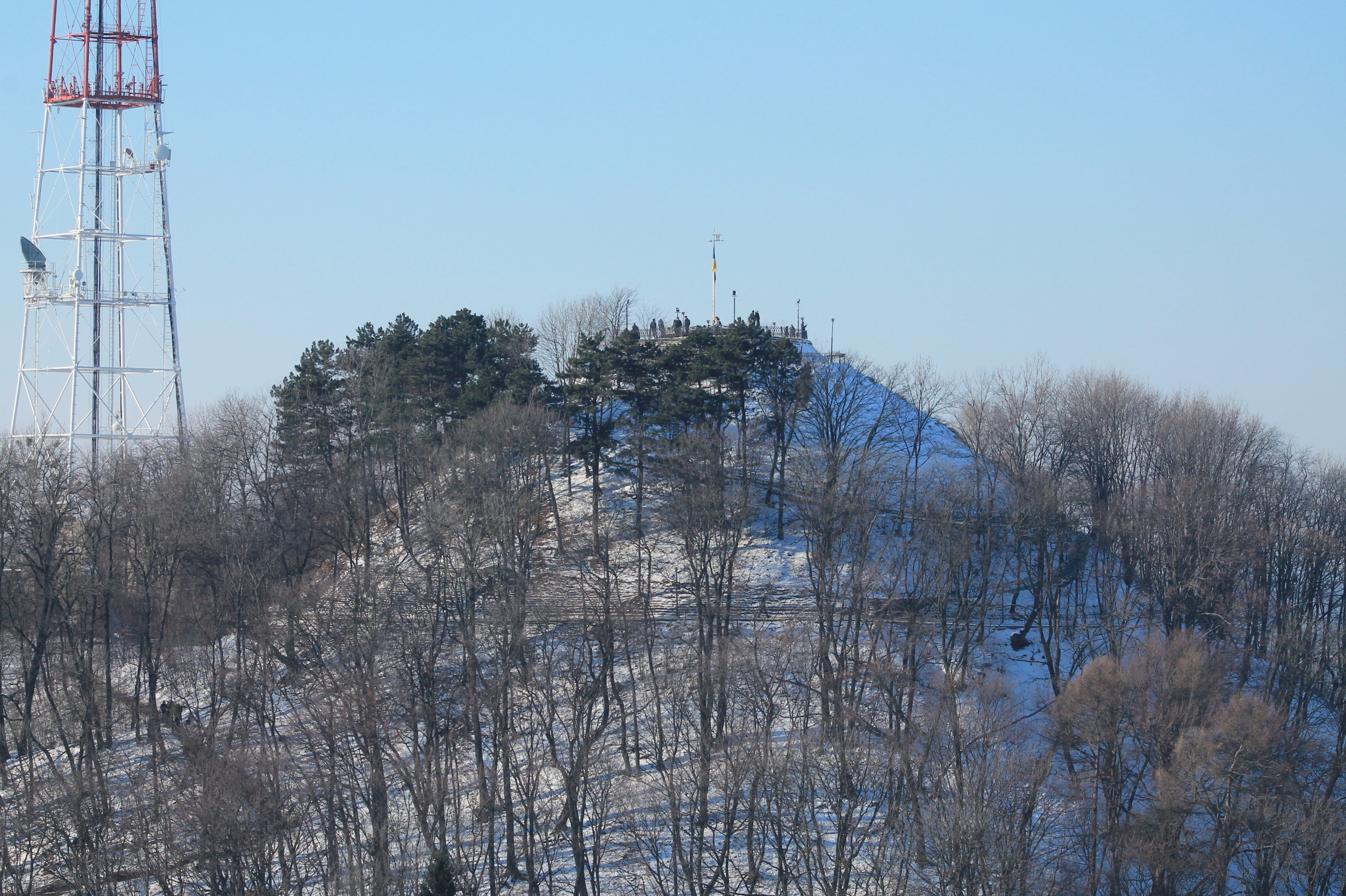
Gedächtnishügel (Ansicht von Südosten, 2013)

Die Burganlage Wyssokyj samok auf dem Berg wurde in den 1350er Jahren von Kasimir dem Großen zum „Hohen Schloss“ ausgebaut. Es verlor im 17. Jahrhundert an Bedeutung und verfiel. Nach 1835 wurde der heute 35 Hektar große Park angelegt. Nach einem Besuch des Kaisers Franz Joseph erhielt der Sandberg den Namen Franz-Josephs-Berg. Auf Initiative des Politikers Franciszek Smolka wurde seit 1869 zum 300. Jahrestag der Union von Lublin ein Gedächtnishügel aufgeschüttet, der den Berg bis 1900 von 398 auf 413 Meter Höhe erhöhte. Der Hügel ist inzwischen von Bäumen und Buschwerk bewachsen und wird von einer Aussichtsterrasse gekrönt.
Das Zentrum des Lemberger Fernsehens und der Sendeturm wurden 1957 erbaut. Der Sendeturm in Metallbauweise ist 192 Meter hoch und erhebt sich insgesamt 580 Meter über dem Meeresspiegel. Am 26. Dezember 1957 nahm der örtliche Fernsehsender seinen Betrieb auf. Im Jahr 2020 gab es Pläne, in 38 Meter Höhe eine Aussichtsplattform und darunter ein Café zu errichten.